# Крупий, Василий Лазаревич
Василий Лазаревич Крупий (укр. Василь Лазарович Крупій; 19 мая 1929, Санжаровка, Запорожский округ — 2007, Запорожье) — передовик производства, бригадир Днепровского титано-магниевого завода. Герой Социалистического Труда (1966).

## Биография
Родился 19 мая 1929 года в селе Санжаровка (ныне Полтавка) Гуляйпольского района в многодетной крестьянской семье.
После Великой Отечественной войны работал в колхозе в родном селе. С 1945 года трудился на восстановлении Днепрогэса и завода «Запорожсталь» в Запорожье.
С 1951 года проходил срочную службу в Советской армии. После армии устроился на работу на Днепровский титано-магниевый завод, где был назначен бригадиром.
В 1966 году удостоен звания Героя Социалистического Труда «за выдающиеся успехи в развитии цветной металлургии».
После выхода на пенсию проживал в Запорожье, где скончался в 2007 году.

## Награды
- Герой Социалистического Труда — указом Президиума Верховного Совета СССР от 20 мая 1966 года;
- Орден Ленина.